# Herb miasta Netanja

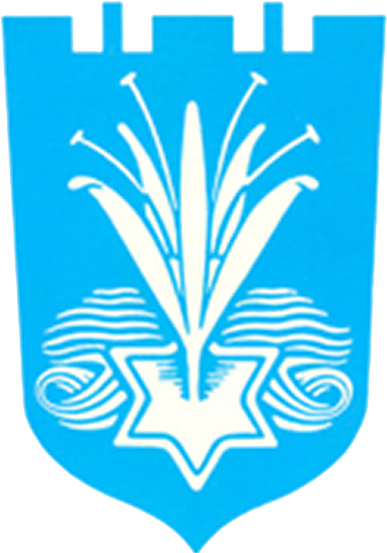
Herb miasta Netanya

Herb miasta Netanja - Herb (właściwie emblemat, logo) izraelskiego miasta Netanja, zaprojektowany przez Yaˈakova Tzimberkopfa w 1951 roku. 
Przedstawia na błękitnej tarczy stylizowany kwiat pankracjum nadmorskiego (Pancratium maritimum). Kwiat wyrasta z diamentu o kształcie Gwiazdy Dawida leżącego na błękitnych falach morskich. Na tarczy wcięcia w kształcie dwóch kominów fabrycznych.
Oficjalnie przyjęty został 22 października 1959 roku.